# هارولد دونوهيو
هارولد دونوهيو (بالإنجليزية: Harold Donohue)‏ هو محامي وسياسي أمريكي، ولد في 18 يونيو 1901 في الولايات المتحدة، وتوفي في 4 نوفمبر 1984 في نفس البلد. حزبياً، نشط في الحزب الديمقراطي. وقد انتخب عضو مجلس بلدية ‏ (1927 – 1935) وانتخب عضو المجلس المحلي ‏ (1927 – 1935) وانتخب عضو مجلس النواب الأمريكي.